# Ferdinand 2. af Begge Sicilier
Ferdinand 2. (italiensk: Ferdinando II) (12. januar 1810 – 22. maj 1859) var konge af Begge Sicilier fra 1830 til 1859.